# Pubblicità dinamica

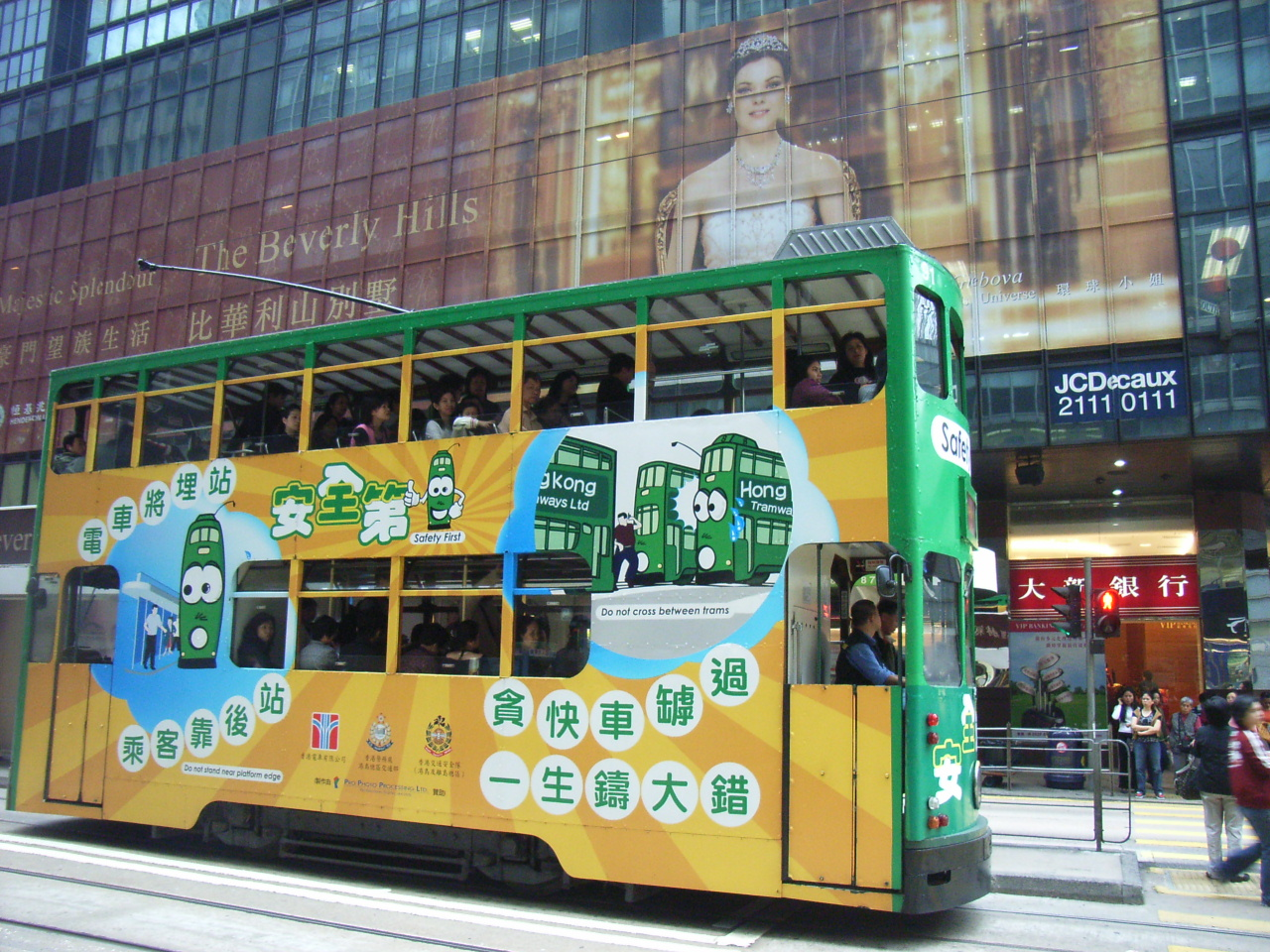
Pubblicità dinamica su un tram di Hong Kong.

La pubblicità dinamica (detta anche pubblicità itinerante) è un tipo di comunicazione commerciale che, generalmente, si serve dei mezzi di trasporto per essere veicolata ("dinamica" significa "dotata di movimento", "non statica").
Esempi di pubblicità dinamica sono la pubblicità sui mezzi pubblici (sia all'esterno sia all'interno di taxi, autobus, pullman, tram, treni), la pubblicità sui mezzi privati (automobili, furgoni, camion), la pubblicità aerea (dirigibili, striscioni attaccati ad aeroplani), eccetera.
Esistono anche mezzi costruiti con funzione esclusivamente pubblicitaria, come i camion vela e le biciclette pubblicitarie.
Questa tipologia di comunicazione commerciale rientra nella pubblicità below the line, ossia la réclame che non si serve dei mass media classici (televisione, radio, stampa periodica, affissioni).

## Mezzi con funzione esclusivamente pubblicitaria
Di non poche tipologie di mezzi esiste la versione pensata esclusivamente per la pubblicità itinerante:
- bici vela (detta anche "bicicletta pubblicitaria"), una normale bicicletta che ha collegato alla ruota posteriore un carrello pubblicitario (ovverosia un cartellone pubblicitario, collegato dietro ad una terza piccola ruota, che serve a dare stabilità);
- camion vela (detto anche "posterbus"), una camion le cui pareti laterali non sono diritte, ma al centro si restringono fin quasi a toccarsi, proprio perché la sua funzione non è quella di contenere merci, ma di diffondere il messaggio pubblicitario stampato sulle pareti;
- ape vela (detta anche "ape pubblicitaria"), una Piaggio Ape sulla quale sia stata posizionata una vela pubblicitaria, di forma non dissimile alle pareti di un camion vela.

Uno dei vantaggi principali di questi mezzi è che la loro forma inusitata consente di attirare l'attenzione di un gran numero di potenziali acquirenti. La pubblicità dinamica, essendo inoltre di grande impatto visivo, si presta bene ad innestare dinamiche virali: le pubblicità dinamiche sui mezzi di trasporto sono spesso divertenti o curiose, venendo quindi fotografate e condivise nei Social Network. Le pubblicità dinamiche assumono così una visibilità incredibilmente superiore rispetto alla limitata diffusione geografica del mezzo utilizzato.